# Integumentsystemet
Integumentsystemet, från latinets integumentum, som i sin tur kommer från det latinska verbet integere, "att skydda, täcka, omhölja", är det organsystem som skyddar kroppen från skador, och som består av huden och dess bihang, hos människan hår och naglar), hos djur bland annat fjäll och fjädrar. Integumentsystemet har en rad olika funktioner. Den kan vara vattenskyddande, undertryckande och skyddande mot de djupare vävnaderna, avsöndra avfall, reglera temperaturen och är var de sensoriska receptorerna som detekterar smärta, känsla, tryck och temperatur finns. Hos människor ger även integumentsystemet vitamin D-föreningar.
Systemet är det största organsystemet. Hos människor står det för runt 16 % av den totala kroppsvikten och täcker 1,5-2m2 ytarea. Det särskiljer, separerar, skyddar och informerar djuret vad beträffar dess omgivning. Småkroppade invertebrater i akvatiska eller ständigt fuktiga klimat andas med det yttre laget av systemet. Detta gasutbytessystem, där gas helt enkelt diffuserar in och ut från interstitiumet, kallas integumentärt utbyte.

## Överhud
Överhuden är hudens översta lager, och utgörs av epitelska celler. Den innehåller inte blodkroppar. Dess huvudsakliga funktion är beskydd, absorption av näringsämnen, och homeostas. I strukturen består den av förhornat stratifierat skivepitel som i sin tur innefattar fyra sorters celler: keratinocyter, melanocyter, merkelceller och langerhanska celler. Den största av dessa celler är keratinocyten, som producerar keratin, ett fibrigt protein som hjälper med beskydd. Miljontals döda celler dras av huden dagligen. Majoriteten av kroppens hud är förhornad. När celler förhornas betyder det att de blir vattentåliga. Den enda huden på kroppen som inte är förhornad är hudbeklädnaden på insidan av munnen. Celler som inte har förhornats tillåter vatten att "sitta" på toppen av strukturen.
Överhuden innehåller flera olika sorters celler. Den vanligaste är en platt, fjällig cell på hudens yta som heter skivepitel. Det finns även stratum germinativum, överhudens innersta lager, som är runda celler, och melanocyter, som ger huden dess färg. Överhuden innehåller även langerhanska celler, som formas i benmärgen och vidareförs senare till överhuden. De arbetar i anslutning till andra celler för att bekämpa okända kroppar som en del av kroppens immunförsvar. Gransteinceller spelar en liknande roll. Melanocyter tillverkar melanin, som är den substans som ger huden sin färg. Melaninsamlingar finns i melanosomer. dessa partiklar skapar en pigmentsköld mot ultraviolett strålning för den keratinocyta cellkärnan.
Överhuden själv består av fyra till fem lager. Nedifrån och upp kallas de stratum basale, stratum spinosum, stratum granulosum, stratum lucidum (det extralager som finns på platser som handflator och fotsulor) och stratum corneum. Stratum basale är det enda lager som kan dela sig, och trycker upp celler för att fylla på det yttre lagret i en process som kallas terminal differentiering. Stratum corneum är det ytligaste lagret och utgörs av döda celler, proteiner och glycolipider.
Proteinet keratin stelnar överhudsvävnad för att skapa fingernaglar. Naglar växer från tunna områden som kallas nagelmatrix. De växer ungefär 1 mm per vecka. Längst ut på nageln finns en halvmåneformad del med ljusare färg, som har namnet lunula från latinets liten måne.

## Läderhud
Läderhuden är hudens mellanlager, och består av lösa sammanhängande vävnader som kollagen med elastin arrangerat i ett oklart bundlat och vågigt mönster. Dessa lager tjänar till att ge elasticitet till integumentet, som tillåter att det töjs ut och ger flexibilitet, samt även motstår förvridningar, rynkning och nedtyngning. Lagret är ett fäste för blodkropparnas och nervernas slut. Många kromatoforer finns i lagret, då det är basen för integumentala strukturer som hår, fjädrar och körtlar.

## Underhud
Även om det tekniskt sett inte är en del av integumentsystemet är underhuden det lager av vävnad som sitter direkt under läderhuden. Den består huvudsakligen av sammanhängande och fettvävnad. Dess fysiologiska funktioner inkluderar isolering, energiförvaring och behjälpning vid fästandet av huden.